# バーストウ (カリフォルニア州)
バーストウ（Barstow）は、アメリカ合衆国カリフォルニア州のサンバーナディーノ郡にある都市。人口は2万5415人（2020年）。ロサンゼルスの北東200キロメートルに位置している。

## 概要
モハーヴェ砂漠の中にあり乾燥している。歴史は古く、オールド・スパニッシュ・トレイルを通る旅人に水や食料を供給する町として形成された。後にトレイルは舗装され国道66号線に名を変えた。現在は州間高速道路15号線と州間高速道路40号線が接続する道路交通の要衝として機能している。
バーストウ駅にはアムトラックの長距離列車「サウスウェスト・チーフ」が停車する。駅舎はサンタフェ鉄道が建設した歴史的な建築物であり、アメリカ合衆国国家歴史登録財に登録されている。

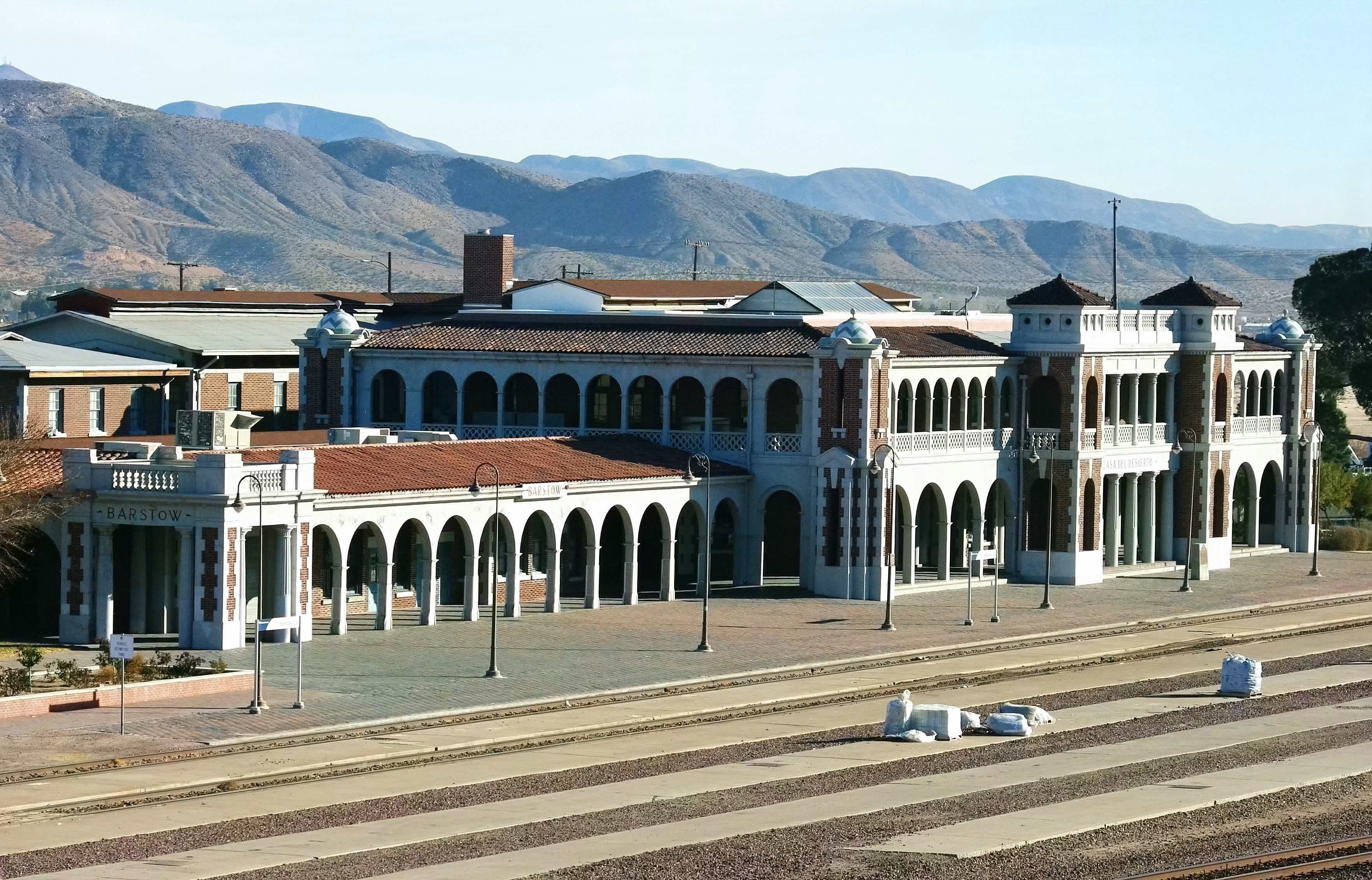
バーストウ駅